# ПФК Локомотив (София) през сезон 2023/24
Сезон 2023/24 е 95-рият сезон в историята на Локомотив София и 90-тият сезон във Първа лига. Той обхваща периода от 14 юли 2023 г. до  май 2024 г. През лятната пауза Локомотив е напуснат от рекордните 15 футболисти плюс старши треньорът Станислав Генчев , а селекцията за новия сезон се бави и в тренировките на първия състав са включени голям брой юноши. В началото на сезона треньор е Стойчо Стойчев, който се опитва с ограничения състав, с който разполага да направи отбор играещ хубав футбол, но записва поредица от загуби, подава оставка и е заменен от Данило Дончич. За Купата на България в 1/16 финалите Локомотив побеждава Спартак в Плевен с 0:1. Още при жребия двубоя е обявен за рисков, предвид сблъсъка между охранителна фирма Атила и феновете на Локомотив предходната година. Този път срещата се охранява от друга фирма и не се стига до напрежение по трибуните. Железничарите отпадат изненадващо като домакин на 1/8 финалите от състезаващия се във Втора лига Спартак (Варна), след 0:0 в редовното време и продълженията и 1:4 при дузпите.

## Сезони

### Последни 10 сезона
| Сезон     | Име       | Група           | Място | Нац. Купа  |
| 2013 – 14 | Локомотив | А Група         | 10    |            |
| 2014 – 15 | Локомотив | А Група         | 3     |            |
| 2015 – 16 | Локомотив | ОФГ София-Север | 1     |            |
| 2016 – 17 | Локомотив | Втора лига      | 6     |            |
| 2017 – 18 | Локомотив | Втора лига      | 2     |            |
| 2018 – 19 | Локомотив | Втора лига      | 8     |            |
| 2019 – 20 | Локомотив | Втора лига      | 4     |            |
| 2020 – 21 | Локомотив | Втора лига      | 2     |            |
| 2021 – 22 | Локомотив | Efbet лига      | 11    |            |
| 2022– 23  | Локомотив | Efbet лига      | 9     | 1/2 финали |

## Преглед на сезона
| Турнир           | Стартиране  | Класиране  | Първи мач        | Последен мач    |
| ---------------- | ----------- | ---------- | ---------------- | --------------- |
| Ефбет лига       | –           | 11         | 17 юли 2023      | май 2024        |
| Купа на България | 1/16 финали | 1/8 финали | 14 октомври 2023 | 18 ноември 2023 |

## Състав2023/2024
Към 9 декември 2023 г.

## Ефбет професионална футболна лига
* Всички срещи са в българско часово време

| Дата                          | Съперник      | Д / Г | Резултат | Голмайстори                 | Зрители | Място |
| ----------------------------- | ------------- | ----- | -------- | --------------------------- | ------- | ----- |
| Понеделник, 17 юли 2023 18:30 | Ботев (Враца) | Д     | 1–0      | Димитър Митков 68' от дузпа | 1000    | 1     |

## Купа на България
* Всички срещи са в българско часово време

* Последна промяна: 23 декември 2023
| Дата                     | Съперник         | Д / Г | Резултат | Голмайстори        | Зрители |
| ------------------------ | ---------------- | ----- | -------- | ------------------ | ------- |
| Събота, 14 Октомври 2023 | Спартак (Плевен) | Г     | 0:1      | Димитър Митков 43' | 500     |